# Lissonota humerella
Lissonota humerella är en stekelart som beskrevs av Thomson 1877. Lissonota humerella ingår i släktet Lissonota och familjen brokparasitsteklar. Arten är reproducerande i Sverige. Inga underarter finns listade i Catalogue of Life.